# Монастырьки
Монастырьки (фин. Monasteri) — деревня в Нежновском сельском поселении Кингисеппского района Ленинградской области.

## История
Упоминается как деревня Durckoua Gora by в Каргальском погосте (западной половине) в шведских «Писцовых книгах Ижорской земли» 1618—1623 годов.
На карте Ингерманландии А. И. Бергенгейма, составленной по шведским материалам 1676 года, она обозначена как  деревня Durkoa.
На шведской «Генеральной карте провинции Ингерманландии» 1704 года как Durkova. Ежегодно в сентябре на праздник Рождества Богородицы, близ неё проходила ярмарка.
Как деревня Куркова она упомянута на «Географическом чертеже Ижорской земли» Адриана Шонбека 1705 года.
Как деревня Монасты обозначена на карте Ингерманландии А. Ростовцева 1727 года.
На карте Санкт-Петербургской губернии Ф. Ф. Шуберта 1834 года обозначены две смежных деревни: Русская Монастырка и Чухонская Монастырка.

МОНАСТЫРКИ — деревня принадлежит полковнику барону Притвицу, число жителей по ревизии: 62 м. п., 70 ж. п.; В оной питейный дом. (1838 год)

В пояснительном тексте к этнографической карте Санкт-Петербургской губернии П. И. Кёппена 1849 года она записана как деревня Monastir (Монастырки) и указано количество её жителей на 1848 год: савакотов — 35 м. п., 32 ж. п., всего 67 человек, русских — 57 человек.
На карте профессора С. С. Куторги 1852 года отмечены две смежных деревни Монастырка — Русская и Чухонская.

МОНАСТЫРКИ — деревня генерал-майора барона Притвица, 10 вёрст по почтовой, а остальное по просёлкам, число дворов — 18, число душ — 64 м. п. (1856 год)

МОНАСТЫРКИ — деревня, число жителей по X-ой ревизии 1857 года: 59 м. п., 62 ж. п., всего 121 чел.

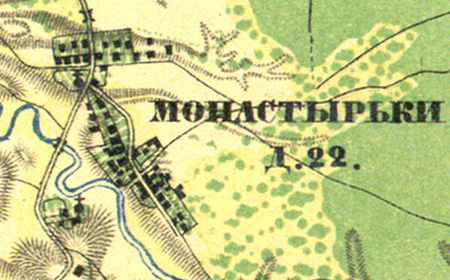
План деревни Монастырьки. 1860 год

Согласно «Топографической карте частей Санкт-Петербургской и Выборгской губерний» в 1860 году деревня называлась Монастырьки и состояла из 22 крестьянских дворов. На северной и южной окраинах деревни находились две часовни.

МОНАСТЫРКИ — деревня владельческая при реке Систе, число дворов — 20, число жителей: 62 м. п., 55 ж. п. (1862 год)

МОНАСТЫРКИ — деревня, по земской переписи 1882 года: семей — 30, в них 70 м. п., 78 ж. п., всего 149 чел.

МОНАСТЫРКИ — деревня, число хозяйств по земской переписи 1899 года — 28, число жителей: 69 м. п., 70 ж. п., всего 139 чел.;
 разряд крестьян: бывшие владельческие; народность: русская — 100 чел., финская — 27 чел., смешанная — 12 чел.

В конце XIX — начале XX века деревня административно относилась к Котельской волости 2-го стана Ямбургского уезда Санкт-Петербургской губернии. Население деревни было смешанным — финско-русским.
С 1917 по 1924 год деревня Монастырки входила в состав Семейского сельсовета Котельской волости Кингисеппского уезда.
С 1925 года в составе Вассакарского сельсовета.
Согласно данным переписи населения СССР 1926 года в деревне Монастырьки проживал 151 человек, большинство русские, а также финны и эстонцы.
С 1927 года в составе Котельского района.
Согласно топографической карте 1930 года деревня насчитывала 40 дворов. В деревне находилась водяная мельница.
С 1931 года в составе Кингисеппского района.
По данным 1933 года деревня Монастырки находилась в составе Котельского сельсовета Кингисеппского района с административным центром в деревне Нежново.

План деревни Монастырьки. 1938 год

Согласно топографической карте 1938 года деревня насчитывала 41 двор. На северной и южной окраинах деревни находились часовни.
В 1939 году население деревни Монастырки составляло 157 человек.
Деревня была освобождена от немецко-фашистских оккупантов 31 января 1944 года.
С 1954 года в составе Павловского сельсовета.
С 1958 года в составе Нежновского сельсовета. В 1958 году население деревни Монастырки составляло 70 человек.
По данным 1966 года деревня Монастырки также входила в состав Нежновского сельсовета.
По данным 1973 и 1990 годов деревня называлась Монастырьки и также входила в состав Нежновского сельсовета.
В 1997 году в деревне Монастырьки проживали 18 человек, в 2002 году — 23 человека (русские — 91 %), в 2007 году — 6.

## География
Деревня расположена в северо-восточной части района на автодороге 41К-110 (Котлы — Урмизно).
Расстояние до административного центра поселения — 10 км.
Расстояние до ближайшей железнодорожной станции Котлы — 4,5 км.
Деревня находится на правом берегу реки Систа.

## Демография
| 1862 | 2007 | 2010 | 2017 |
| ---- | ---- | ---- | ---- |
| 117  | ↘6   | ↗24  | ↘6   |

### Национальный состав
Согласно данным Всероссийской переписи населения 2021 года в деревне проживали 45 человек, из них:
 русские — 44, другие национальности — 1 человек.

## Фото
| - Деревня Монастырьки. 1910—1920 гг. | - Деревня Монастырьки. 1950—1960 гг. |

## Достопримечательности
- Частный этнографический «Музей коренных народов Водской пятины»[33]